# Rhaune Laslett
Rhaune Laslett, verheiratete Laslett-O’Brian (* 15. April 1919 in Stepney, London Borough of Tower Hamlets, London; † 28. April 2002 in London), war eine englische Sozial-Aktivistin. Sie gilt als die Begründerin des Notting Hill Carnival.
Die Tochter indianischer Eltern wurde im Londoner East End geboren. Sie war Krankenschwester und Sozialarbeiterin. Als Aktivistin setzte sie sich für die Belange der multikulturellen Bevölkerung im damaligen Problemviertel Notting Hill ein.
1966 organisierte sie im Rahmen der London Free School, die sie mit ins Leben gerufen hatte, die erste „Notting Hill Fayre“. Das Festival mit einer karibischen Karnevalsparade entwickelte sich im Laufe der Jahre von einem kleinen, lokalen Ereignis zu einem Massenspektakel, das auch heute noch unter dem Namen Notting Hill Carnival stattfindet.
Rhaune Laslett starb 2002 an den Folgen ihrer Multiplen Sklerose.

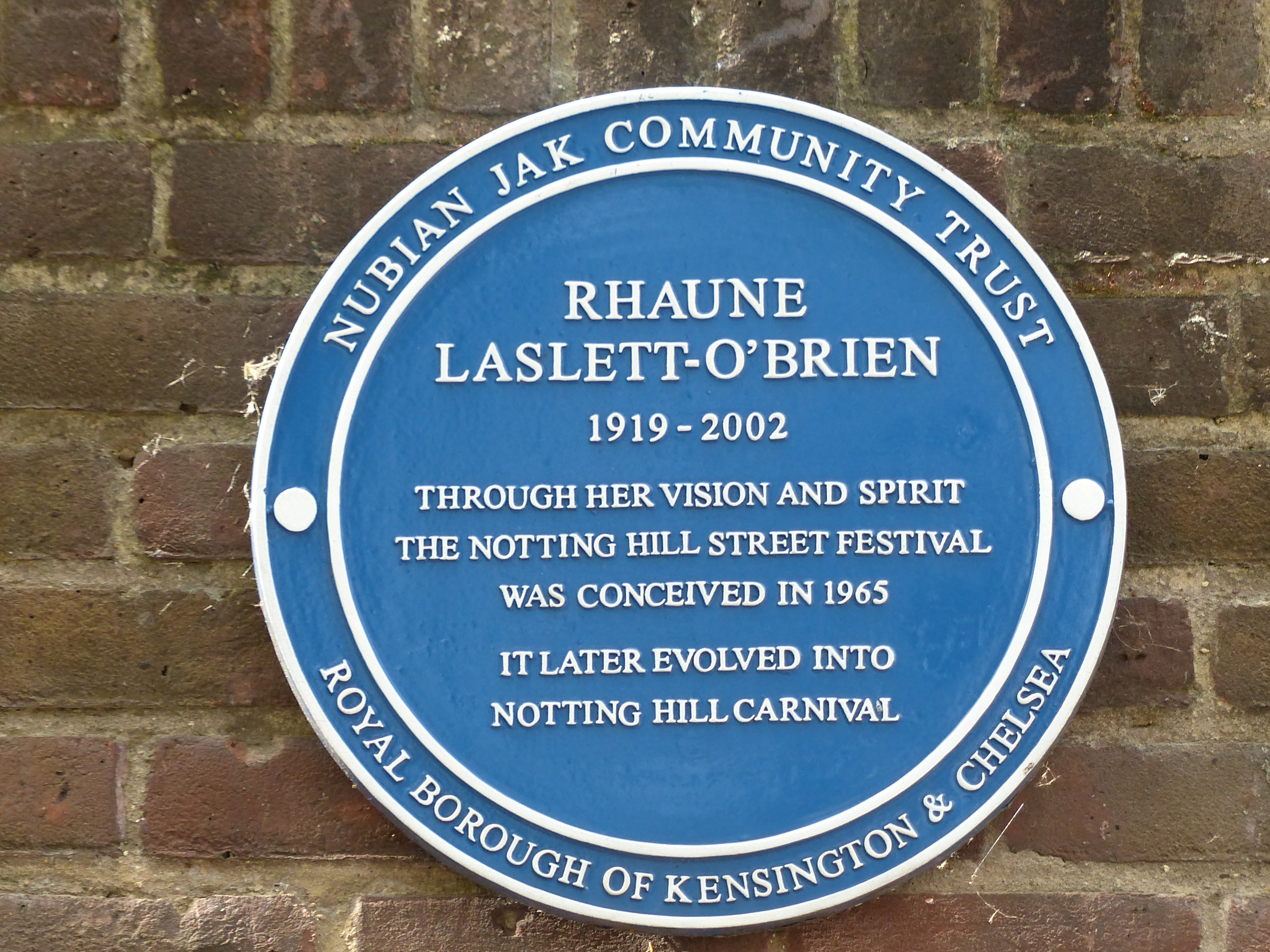
Gedenktafel zu Ehren von Rhaune Laslett-O’Brian

2011 wurde eine Gedenktafel zu Ehren von Rhaune Laslett-O’Brian an der Ecke Tavistock Square – Portobello Road angebracht. An gleicher Stelle wird an Claudia Jones (1915–1964) erinnert, die bereits 1959 einen karibischen Karneval organisiert hatte, der bis zu ihrem Tod jährlich stattfand. Rhaune Laslett soll nichts von diesem Festival gewusst haben.